# Muratsi
Koordinaten: 58° 14′ N, 22° 34′ O

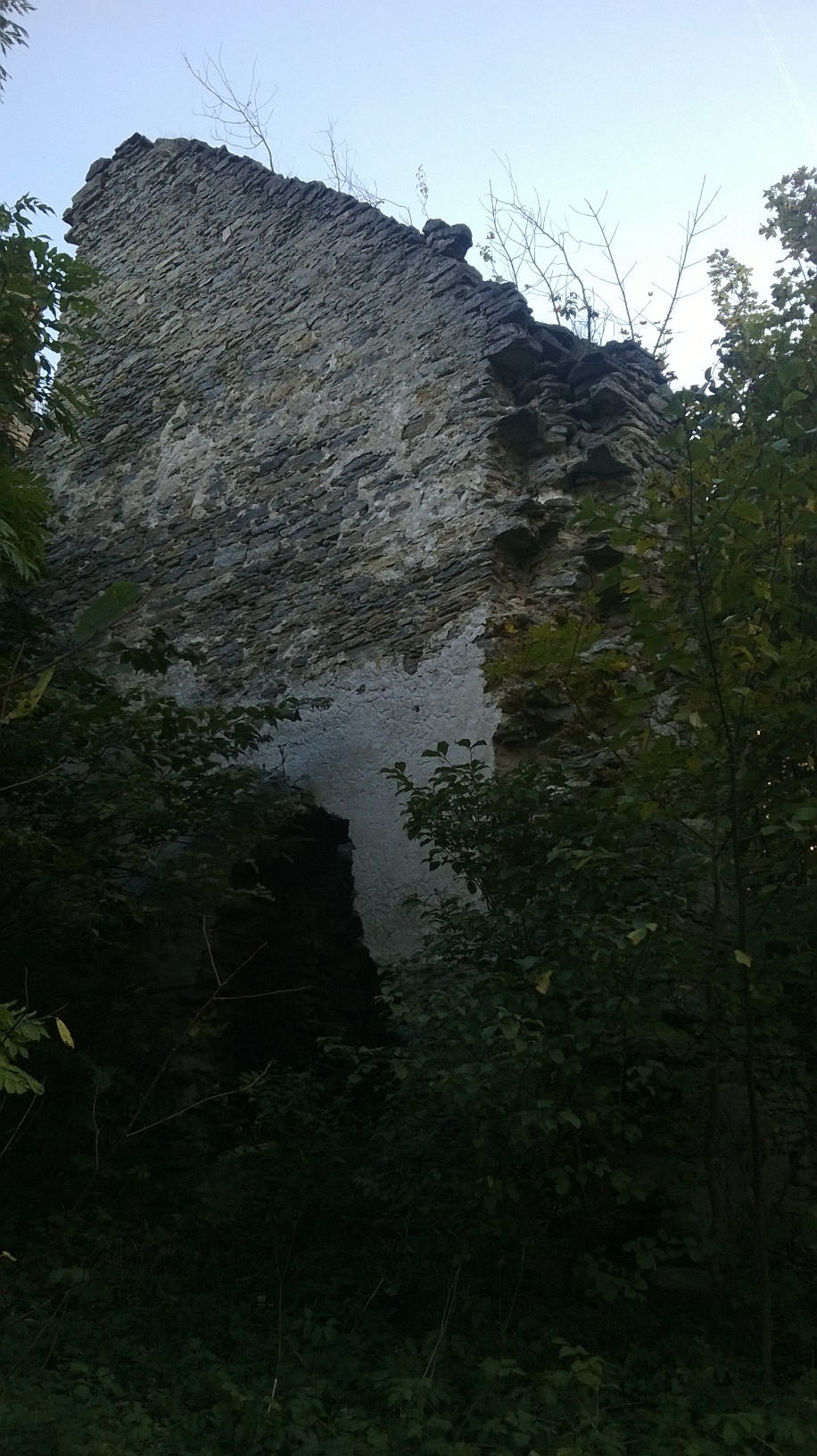
Ruinen des Gutshofs Muratsi

Muratsi (deutsch Murratz) ist ein Dorf (estnisch küla) auf der größten estnischen Insel Saaremaa. Es gehört zur Landgemeinde Saaremaa (bis 2017: Landgemeinde Lääne-Saare) im Kreis Saare.

## Einwohnerschaft und Lage
Das Dorf hat 245 Einwohner (Stand 1. Januar 2016). Seine Fläche beträgt 16,36 km². Zum Gebiet des Ortes gehört auch die Insel Väike-Tulpe.
Der Ort liegt fünf Kilometer südöstlich der Inselhauptstadt Kuressaare direkt an der Ostsee. Er wurde erstmals 1560 unter dem Namen Murras urkundlich erwähnt. Der Ort beherbergt heute einen kleinen Hafen.

## Gut
Anfang des 17. Jahrhunderts entstand aus verschiedenen Lehen der Hof Murratz. Von 1707 bis 1877 stand er im Eigentum der adligen deutschbaltischen Familie Güldenstubbe. Anschließend ging der Besitz auf die Familie Buxhoevden über.
Das kleine, eingeschossige Herrenhaus des Guts wurde vermutlich zu Beginn des 19. Jahrhunderts errichtet. Mit der sowjetischen Besetzung Estlands wurde es bis in die 1960er Jahre durch die Rote Armee genutzt. Anschließend verfiel es. Heute stehen nur noch Ruinen.

## Persönlichkeiten
In Muratsi wurde der deutschbaltische Militär Arthur von Buxhoeveden (1882–1964) geboren. Er siedelte 1939 nach Deutschland um.